# Birgitte Raaberg
Birgitte Raaberg, född  26 september 1954 i Frederiksberg, är en dansk skådespelerska.

## Utmärkelser
Raaberg  har vunnit Bodilpriset för bästa kvinnliga biroll för sina insatser i Midt om natten 1984 och Riket II 1998.

## Rollista i urval
- 1984 – Midt om natten
- 1993–1995 – De vilda djurens flykt (TV-serie) (röst)
- 1994 – Riket (TV-serie)
- 1997 – Riket II (TV-serie)
- 1999 – Tarzan (röst)
- 2001–2002 – Hotellet (TV-serie)
- 2007 – 2900 Happiness (TV-serie)
- 2013 – Olsen-banden på djupt vatten (röst)
- 2022 – Riket Exodus (TV-serie)
- 2024 – Sjuksystrarna på Fredenslund (TV-serie)